# Анте Ковачич
Анте Ковачич (хорв. Ante Kovačić; нар. 6 червня 1854 — пом. 10 грудня 1889) — хорватський письменник-романіст та поет часів епохи реалізму.

## Життєпис
Походив з селянської родини. Народився у містечку Марія-Гориця. Тут закінчив початкову школу. Згодом перебирається до Загреба, де навчався спочатку у середній школі. У 1875 році поступив до Загребського університету на юридичний факультет, який закінчив у 1880 році. Після цього працював у місцевій юридичній фірмі. Згодом відкрив власну фірму. Водночас з середини 1870-х років розпочав літературну діяльність. Помер від запалення легенів у 1889 році.

## Творчість
Став одним із фундаторів хорватського реалізму. Вперше виступив у «Віенці» з романтичними патріотичними баладами та піснями. У віршованих сатирах і гострих фейлетонах викривав зрадників національних інтересів («Листи з Бомбея», 1879 рік).
У повістях і романах прийшов до широкого реалістичного зображення хорватського суспільства. Хорватській і німецькій знаті («Любов баронеси», 1877 рік) він протиставив образи патріотів («Сільський учитель», 1880 рік). Разом з тим Ковачич висміяв його («Сільська секта», 1880 рік).
Найкращі його твори — романи «Адвокат» (1882 рік) і «У реєстратурі» (1888 рік). У першому показано людину з низів, яка прагне пробитися в середу шляхти, проте гине, надірвавшись в боротьбі, розтринькавши сили. В основі другого роману — доля бідного селянина, що гине в місті. У романі намальовані різноманітні типи — аристократ, чиновник, лихвар, продажна жінка.